# دیتونشیماخی
دیتونشیماخی (به لاتین: Ditunshimakhi) یک منطقهٔ مسکونی در روسیه است که در شهرستان لواشینسکی واقع شده‌است.